# Rance (Computerspielreihe)
Rance (jap. ランス, ransu) ist eine von Alice Soft entwickelte, Japan exklusive Spiele-Serie, die sich in die Gruppe der Computer-Rollenspiele und Erogē einordnet. Hauptcharakter ist die titelgebende Figur Rance. Die Spielereihe startete 1989 und ist eine der am längsten existierenden und noch funktionalen Spielereihen mit pornographischem Inhalt. Von diesen Spielen werden alle bis inklusive Kichikuou Rance offiziell gratis von Alice Soft zur Verfügung gestellt.

## Spielereihe

### Rance
Rance: Hikari o Motomete (jap. 光をもとめて, „Rance: Quest for Hikari“, „Rance: Die Suche nach Hikari“) war der Debüt-Titel von Alice Soft unter diesem Namen und wurde erstmals im Juli 1989 für den MSX veröffentlicht; Zuvor operierte die Firma unter dem Namen „Champion Soft“ und entwickelte auch damals bereits Erogē. Danach folgte eine Veröffentlichungen im Jahre 1990 für Windows 3.x, sowie eine englische inoffizielle Übersetzung als Patch für Rance: Hikari o Motomete am 21. Jänner 2011. In diesem Spiel sucht Rance gemeinsamen mit seiner Magier-Sklavin Sill Plain nach Hikari, der entführten und vermissten Tochter einer Adelsfamilie.
Hikari („Licht“), das rot-haarige Mädchen aus dem Intro wurde entführt. Rance erhält eine Mission seines Bosses, diesen Fall zu untersuchen. Rance ist dabei nicht alleine und wird entsprechend von seiner 16 Jahre alten Sklavin Sill unterstützt. Diese stammt von einer reichen Familie ab, wurde aber von Banditen entführt und in einer Auktion von Rance gekauft. In dieser Geschichte ist er eine Art Detektiv, womit dieser Titel mehr einem Detektiv-/Erkundungs-Spiel ähnelt. Spätere Teile fokussieren sich dabei auf den strategischen oder Rollenspiel technischen Aspekt. Zusammen müssen Rance und Sill das Mysterium von Hikaris Verschwinden lösen und die Verantwortlichen zur Rechenschaft ziehen.
Eine Neuauflage von Rance, genannt Rance 01: Hikari o Motomete (jap. 光をもとめて, „Rance 01: Quest for Hikari“) wurde am 27. September 2013 veröffentlicht. Diese beinhaltet ein neues Gameplay-System und verbesserte Grafiken. Verschiedene Angelegenheiten wurden rückwirkend geändert (retconned), um den neueren Spielen zu entsprechen.

### Rance II
Rance II: Hangyaku no Shōjotachi (jap. 反逆の少女たち, „Rance II: Rebel Girls“, „Rance II: Rebellierende Mädchen“)
Nach zehn Jahren Training haben die jungen, weiblichen Schüler des alten Magiers Ragithis rebelliert und ihn getötet. Dadurch wurde die Stadt im Untergrund mit einem Barrieren-Zauber eingesperrt, der jeden daran hinderte, die Stadt zu verlassen. Rance und Sill tauchen zu dieser Zeit auf und akzeptieren die Aufgabe, die Zauberschülerinnen zu besiegen und die Stadt zu retten. Dabei findet er heraus, dass der eigentliche Verbrecher Ragithis selbst war. Dieser hat den vier Jungfrauen jeweils einen magischen Ring übergestreift. Diese geben den Trägern große magische Kräfte, können den Jungfrauen aber auch die Magie stehlen. Nach Sammeln der magischen Kräfte von 40 Jungfrauen würden diese Ringe jedem endlose Kraft versprechen.
Die 20e Jubiläums-Zusammenstellung von Alice Soft Alicesoft 2010 beinhaltete Rance 02, eine Neuauflage mit neuen Grafiken und Sound. Auch hier wurden verschiedene Elemente rückwirkend geändert. In Rance II ist die „Hanny“-Rasse von Magie beeinträchtigt, nicht aber in Rance 02: Hier sind sie immun.

### Rance III
Rance III: Leazas Kanraku (jap. リーザス陥落, Ransu III -Rīzasu Kanraku-, „Rance III: The Fall of Leazas“, „Rance III: Der Fall von Leazas“)
Die Nation von Leazas wird plötzlich vom Helman Königreich angegriffen. Prinz Patton von Helman sucht die heiligen Waffen von Leazas: Rüstung, Schwert und Schild. Damit will er eine der zwei stärksten Schwerter der Welt entsiegeln: Die dämonische Klinge Chaos. Königin Lia Leazas schickt eine Nachricht zum derzeitigen Träger der heiligen Waffen, Rance. Dieser soll sie retten und Leazas' verlorenes Territorium zurückerobern. Rance hat diese jedoch verpfändet und begibt sich auf den Weg, sie wiederzuerlangen.
Rance III wurde am 26. Dezember 2012 von einem Fan-Übersetzer namens Tulip Goddess Maria ins Englische übersetzt.

### Rance IV
Rance IV: Kyōdan no Isan (jap. 教団の遺産, „Rance IV: Legacy of the Sect“, „Rance IV: Vermächtnis der Sekte“)
Rance und Sill sind in einer schwebenden Stadt. Dieses Spiel wurde 2013 ins Englische übersetzt.

### Rance 4.1
Rance 4.1: Okusuri Kōjyō o Sukue! (jap. お薬工場を救え!, „Rance 4.1: Save the Medicine Plant!“, „Rance 4.1: Rettet die Medizinfabrik!“)
Eine Nebengeschichte der Rance-Reihe, die sich einer Fabrik widmet, die eine „Zufriedenheits“-Medizin entwickelt. Rance wurde angeheuert dem nachzugehen. Dieses Spiel wurde am 25. Jänner 2014 ins Englische übersetzt.

### Rance 4.2
Rance 4.2: Angel Gumi (jap. エンジェル組, „Rance 4.2: Angel Group“, „Rance 4.2: Engel Gruppe“)
Eine direkte Fortsetzung von Rance 4.1. Rance und seine Gefolgschaft attackieren das Hauptquartier der „Angel Group“, einer Gang von Monstern, die die „Happiness Pharmaceuticals“ attackieren. Übersetzt wurde das Spiel ins Englische am 28. März 2014.

### Kichikuō Rance
Kichikuō Rance (jap. 鬼畜王ランス, „Brute King Rance“, „Brutaler König Rance“)
Dieses Spiel ist nicht Teil der offiziellen Rance-Universum Zeitlinie und spaltet sich nach den Ereignissen von 4.2 als „Was-wäre-wenn“ Episode ab. Rance leitet eine Gruppe Banditen, welche von der Helman Armee angegriffen wird; Sill wird dabei gefangen genommen. Verzweifelt flieht Rance über die Grenze um Lia, Königin von Leazas, zu heiraten. Dann benutzt er sein neues Königreich, um Rache zu üben, Sill zu befreien und möglicherweise auch das Land zu erobern. Das Spiel wurde am 13. September 2014 ins Englische übersetzt.

### Rance 5D
Rance 5D: Hitoribocchi no Onnanoko (jap. ひとりぼっちの女の子, „Rance 5D: Lonely Girl“, „Rance 5D: Einsames Mädchen“)
Rance ist in einem Verlies gemeinsam mit Sill verschollen und muss entkommen, um ein neues Abenteuer zu beginnen.

### Rance VI
Rance VI: Zesu Hōkai (jap. ゼス崩壊, „Rance VI: Collapse of Zeth“, „Rance VI: Untergang von Zeth“)
Rance wird in ein Sklavenlager geworfen, während Sill wie ein VIP behandelt wird. Ein bitterer Rance tritt einer Widerstandsgruppe bei, um die Zeth-Regierung zu stürzen. Währenddessen verschwört sich ein größeres Böses, die Widerstandsgruppe zu dessen Vorteil zu nutzen und das ganze menschliche Reich zu erobern.
Das Spiel wurde am 27. August 2004 veröffentlicht. Es beinhaltet, zumindest in Relation zu den anderen Alice Soft Spielen, neue 3D-Grafiken zur Erkundung von Verliesen.

### Sengoku Rance
Sengoku Rance (jap. 戦国ランス, „Warring States Rance“, „Streitende Reiche Rance“) ist das siebte Spiel in der Reihe und wurde am 15. Dezember 2006 veröffentlicht. Es ist das erste Spiel ohne Nummer im Titel, obwohl im Spiel selbst der Name „Rance VII“ im Hintergrund des Titelbildschirms sowie auf der Spielkarte angezeigt wird. Das Spiel findet statt in einem Land namens „ＪＡＰＡＮ“ (In großen, westlichen Buchstaben geschrieben). Dabei ist es eindeutig von der Sengoku-Zeit inspiriert.
Nachdem Zeth vor der endgültigen Zerstörung von Rance gerettet wurde, geht dieser nach JAPAN um einen Urlaub bei den heißen Quellen zu genießen. Doch bald schon stößt er auf neue Herausforderung: Die Vereinigung des Landes, ein schwuler Dämonen Apostel, mörderische Dangos und das Aufhalten von zwei alten bösen Entitäten, die das Land heimsuchen. Und dabei wird er vielleicht auch noch Vater.
Das Spiel beinhaltet alternative reale Versionen echter Charaktere, darunter: Oda Nobunaga, Shibata Katsuie, Maeda Toshiie, Niwa Nagahide, Akechi Mitsuhide, Uesugi Kenshin, Naoe Kanetsugu, Takeda Shingen, Tokugawa Ieyasu, Imagawa Yoshimoto, Date Masamune, Asakura Yoshikage, Mōri Motonari, Shimazu Yoshihisa, Hōjō Sōun, Sakamoto Ryouma, Yamamoto Isoroku und Franz Xaver.
Sengoku Rance wurde in Getchu.com’s 2006 Bishōjo Rangliste erster in der Kategorie System, Platz fünf in Musik, sechs in Szenario und siebenter Platz in Visuals, sowie vierter Platz in der Kategorie Gesamt.

### Rance Quest
Rance Quest (jap. ランス・クエスト, „Ransu Kuesuto“) ist das Sequel zu Sengoku Rance. Es ist ein Dungeon Crawler Rollenspiel, welches in Japan am 26. August 2011 veröffentlicht wurde. Der Titel und das Logo parodieren die Dragon Quest Reihe.
Rance besucht den Kalar Wald um einen Weg zu finden, Sill aus ihrem Eis-Gefängnis zu befreien; Ein Geschehnis aus Sengoku Rance. Dabei ist er von einem Fluch befallen, der ihn daran hindert, Sex mit einer Frau zu haben, deren Level unter 35 liegt. Wenn er es schließlich macht, fällt das Level der Frau sofort auf Level 1 zurück. Er muss deswegen die Kalar Königin überzeugen, ihn von diesem Fluch zu befreien.
Eine Erweiterung namens Rance Quest Magnum (jap. ランス・クエスト マグナム, „Ransu Kuesuto Magunamu“) wurde am 24. Februar 2012 veröffentlicht. Sie beinhaltet das originale Rance Quest und fügt neue Szenarios, Items, Charaktere und eine neue Route hinzu. Dabei werden einige Fehler korrigiert und das System etwas verbessert.

### Rance IX
Ransu IX Heruman Kakumei (jap. ヘルマン革命, „Rance IX: The Helman Revolution“) ist das Sequel zu Rance Quest. Es wurde am 25. April 2014 veröffentlicht. Die Geschichte handelt von Rance’s Eroberung des Helman Imperiums, indem er sich mit den Rebellen zusammenschließt. Diese werden vom verbannten Prinzen Patton Misnarge angeführt. Das Spiel bietet sieben „Haupt“-Heldinnen und ähnelt vom System her Fire Emblem und Advance Wars.

## Universum
Die Rance-Reihe spielt in einer Welt mit einem 2000 km Durchmesser und wurde von dem Gott Rood Rassam ルドラサウム erschaffen, um ihn zu unterhalten.
- Die großen Länder des Kontinents sprechen eine gemeinsame Sprache.
- Kontinentale Währung ist Gold, abgekürzt als „G“. In Rance 4 wird erwähnt, dass ein Goldstück gleich 100 Yen sind, dies scheint aber nicht konstant zu sein.
- Die Welt besitzt keine Elektrizität, nutzt stattdessen Magie als Energiequelle.
- Sonne und Mond rotieren um den Kontinent.
- Der Kontinent wird von keinem Ozean umgeben, allerdings gibt es alle 10 Jahre eine Gezeitenströmung, woraufhin der Kontinent für kurze Zeit von Meer umgeben ist.
- In Sengoku Rance landet ein UFO, dem eine Frau in menschlicher Gestalt entsteigt. Rance kann ihr helfen und ihr UFO reparieren.

## Weitere Medien
Die erste Animation war eine OVA von zwei Episoden, veröffentlicht 1994 mit Namen „Rance: Sabaku no Guardian“. Diese haben eine eigene Geschichte: Rance wird angeheuert, eine Banditengruppe namens „Grüner Skorpion“ zu eliminieren, welche die Stadt zu jedem vollen Mond angreifen, um jungfräuliche Mädchen zu entführen.
Die zweite Animation, Rance: Hikari o Motomete The Animation, wurde am 26. Dezember 2014 veröffentlicht. Die Geschichte der ersten Episode basiert auf dem Remake des ersten Spieles. Dieser Anime wird zum Genre Hentai gezählt.